# Persuader
I Persuader sono una band power metal formatasi nel 1997 ad Umeå, Svezia.

## Formazione

### Formazione attuale
- Jens Carlsson - voce
- Emil Norberg - chitarra solista
- Daniel Sundbom - chitarra ritmica
- Fredrik Hedström  - basso
- Efraim Juntunen  - batteria

### Ex componenti
- Magnus Lindbloom - chitarra
- Pekka Kiviaho - chitarra

## Discografia

### Demo
- Visions And Dreams - 1998

### Split
- Swedish Metal Triumphators vol. 1 - 2000

### Album studio
- The Hunter - 2000
- Evolution Purgatory - 2004
- When Eden Burns - 2006
- The Fiction Maze - 2014